# 한국생명과학회
 한국생명과학회(韓國生命科學會, 영어: Korean Society of Life Science)는 생명과학 관련 분야에 종사하는 회원들간의 수평적 학술 정보 교환, 공동 연구의 추구, 산학연 합동 연구의 분위기 조성, 행정적인 지원 체계의 강화 등을 도모, 생명과학 분야의 학술 발전 및 보급 활성화를 목적으로 2003년 12월 15일 설립 허가된 대한민국 미래창조과학부 소관의 사단법인이다. 사무실은 부산광역시 연제구 명륜로 10, 1210호(거제동, 한양타워빌)에 있다. 매달 생명과학회지를 발행한다.

## 생명과학회지
생명과학회지는 한국생명과학회의 학회지이다. 2004년에 KSCI(Korean Science Citation Index)에 등재되어, 연 12회 발행된다. 매회 약 10여편 연구논문이 게재된다.

## 같이 보기
- 생명과학